# ハミド・エスティリ
ハミド・エスティリ（Hamid Reza Estili、1967年4月1日 - ）は、イランの元サッカー選手。元イラン代表。ポジションはミッドフィールダー。

## 来歴
1992年にイラン代表デビュー。AFCアジアカップ1996では全6試合に出場、3位となった。1998 FIFAワールドカップ・アジア予選では全17試合に出場、5大会ぶりのワールドカップ出場権を獲得した。1998 FIFAワールドカップではグループステージ全3試合に出場、2戦目・アメリカ戦では先制点を決めた。2000年までに82試合に出場、12得点をあげた。

## 代表歴

### 出場大会
- イラン代表
  - 1998 FIFAワールドカップ

### 試合数
- 国際Aマッチ 82試合 12得点（1992年-2000年）[1]

| イラン代表 | 国際Aマッチ | 国際Aマッチ |
| 年         | 出場        | 得点        |
| ---------- | ----------- | ----------- |
| 1992       | 1           | 0           |
| 1993       | 11          | 2           |
| 1994       | 0           | 0           |
| 1995       | 0           | 0           |
| 1996       | 16          | 1           |
| 1997       | 18          | 4           |
| 1998       | 17          | 1           |
| 1999       | 6           | 0           |
| 2000       | 13          | 4           |
| 通算       | 82          | 12          |